# Somogyi Ildikó
Somogyi Ildikó Mihaela (szül. Kovács) (Kolozsvár, ?)  erdélyi magyar matematikus, egyetemi oktató.

## Élete
A kolozsvári Babeș–Bolyai Tudományegyetem matematika szakán végzett. 1996 óta tanársegéd, majd 1998-tól adjunktus a BBTE matematika és informatika karán. 2006-ban doktorált numerikus analízisből.

## Munkássága
Kutatási területe a numerikus analízis, azon belül az   integrálok közelítő kiszámítása. Tanulmányait Somogyi Ildikó néven jegyzi.

### Könyvei
- Somogyi Ildikó Miheala: Numerikus analízis, Kolozsvári Egyetemi Kiadó, 2008,

### Szakcikkei (válogatás)
- Somogyi, Ildikó:  Practical quadrature formulas optimal from efficiency point of view.  Stud. Univ. Babeş–Bolyai, Math.   52, No. 1, 141–147 (2007)
- Somogyi, Ildikó; Trimbitas, Radu:  On an adaptive algorithm based on embedded cubature formulas on triangle.  PU.M.A., Pure Math. Appl.  17, No. 3-4, 483–491 (2006).
- Somogyi, Ildikó: The study of remainder for some cubature formulas for triangular domain. Stud. Univ. Babeş–Bolyai, Math. 49, No. 1, 87–92 (2004).
- Somogyi, Ildikó; Trîmbiţaş, Radu: The study of an adaptive algorithm for some cubature formulas on triangle. Stud. Univ. Babeş-Bolyai, Math. 51, No. 4, 195–206 (2006).
- Coman, Gh.; Oprişan, A.; Somogyi, I.: Optimal quadrature formulas with respect to the error. Stud. Univ. Babeş–Bolyai, Math. 51, No. 3, 41–50 (2006).
- Somogyi, Ildikó: About some cubature formulas. in: Trîmbiţaş, Radu T. (ed.), Proceedings of the international symposium on numerical analysis and approximation theory, Cluj-Napoca, Romania, May 9–11, 2002. Dedicated to the 75th anniversary of Professor Dr. Dimitrie D. Stancu, honorary member of the Romanian Academy. Cluj-Napoca: Cluj University Press (ISBN 973-610-166-5/pbk). 430–436 (2002).
- Coman, Gheorghe; Somogyi, Ildikó: Homogeneous numerical integration formulas. in: Lupşa, Liana (ed.) et al., Analysis, functional equations, approximation and convexity. Proceedings of the conference held in honour of Professor Elena Popoviciu on the occasion of her 75th birthday, Cluj-Napoca, Romania, October 15–16, 1999. Cluj-Napoca: Editura Carpatica (ISBN 973-97664-9-8). 45–49 (1999).
- Somogyi, Ildikó: Almost optimal numerical method. Stud. Univ. Babeş–Bolyai, Math. 44, No.1, 85–93 (1999).